# Nanchang
|  | No s'ha de confondre amb Nanchong. |

Nanchang (xinès: 南昌, pinyin: Nánchāng) és una ciutat-prefectura, la capital de Jiangxi, província del sud-est de la República Popular de la Xina. Està situada a uns 60 km del riu Yangtze a la vora del riu Gan. Nanchang és coneguda pel Pavelló Tengwang, edifici de l'any 653 i per la Plaça del poble de Nanchang, la segona plaça més gran de la Xina, després de la Plaça de Tiananmen de Pequín. Nanchang té 1,934,445 habitants, i la seva àrea metropolitana en té 1,990,184.

## Història
L'any 201 aC, en l'època de la dinastia Dinastia Han, es va construir la ciutat anomenada Gàn (赣).
L'any 589 dC, en l'època de la Dinastia Sui, la ciutat va passar a dir-se Hongzhou (洪州), i després Nanchang.
L'any 653 dC, es va construir el Pavelló Tengwang. L'any 675 dC, Wang Bo (王勃) va escriure el clàssic "Tengwang Ge Xu". Aquest llibre va fer famosa la ciutat i el pavelló. L'edifici ha estat destruït i reconstruït diverses vegades al llarg de la història. L'edifici actual va ser reconstruït l'any 1980 després de ser destruït l'any 1929 durant la guerra civil xinesa.
L'any 1927 va haver-hi l'aixecament de Nanchang.
L'any 1939, hi va ocórrer la batalla de Nanchang.

## Economia
Nanchang és un centre de distribució de la producció agrícola de la provincia de Jiangxi.
La companyia Ford té una planta a Nanchang, que forma part de la seva joint venture (associació) amb Jiangling Motor on es construeixen les furgonetes Ford Transit. Nanchang també és un centre de producció de medicines tradicionals xineses.

## Estudis superiors (universitats)
- Jiangxi University of Finance and Economics (江西财经大学) (fundada el 1923)
- Nanchang University (南昌大学)
- Jiangxi Normal University (江西师范大学)
- Jiangxi Agricultural University (江西农业大学)
- East China Jiaotong University (华东交通大学)
- Nanchang Institute of Aeronautical Technology (南昌航空工业学院)
- Jiangxi Institute of Traditional Chinese Medicine (江西中医学院)

## Personatges il·lustres
- Jiang Shiquan (1725-1784) poeta i dramaturg

## Enllaços externs

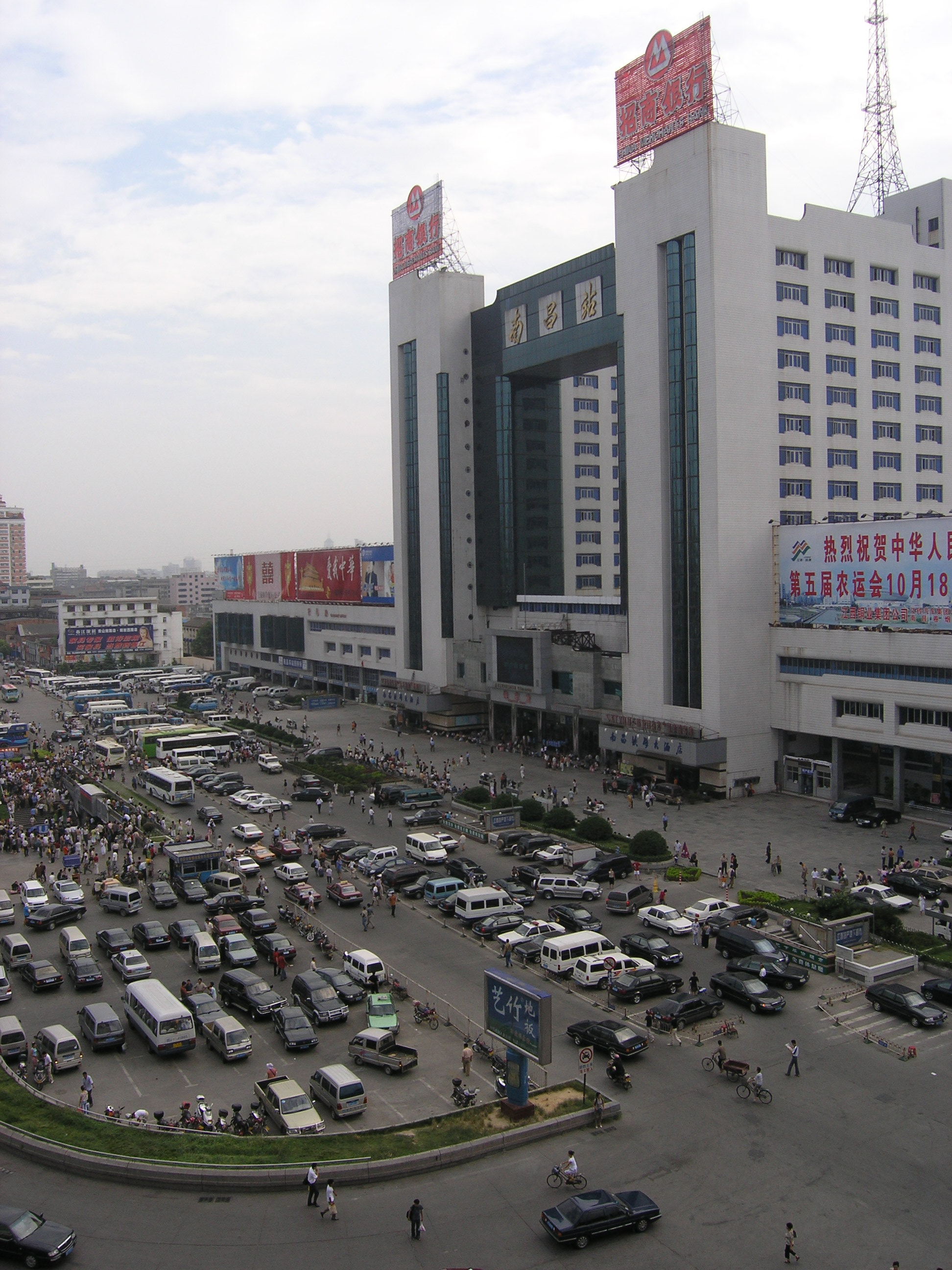
Estació central de Nanchang

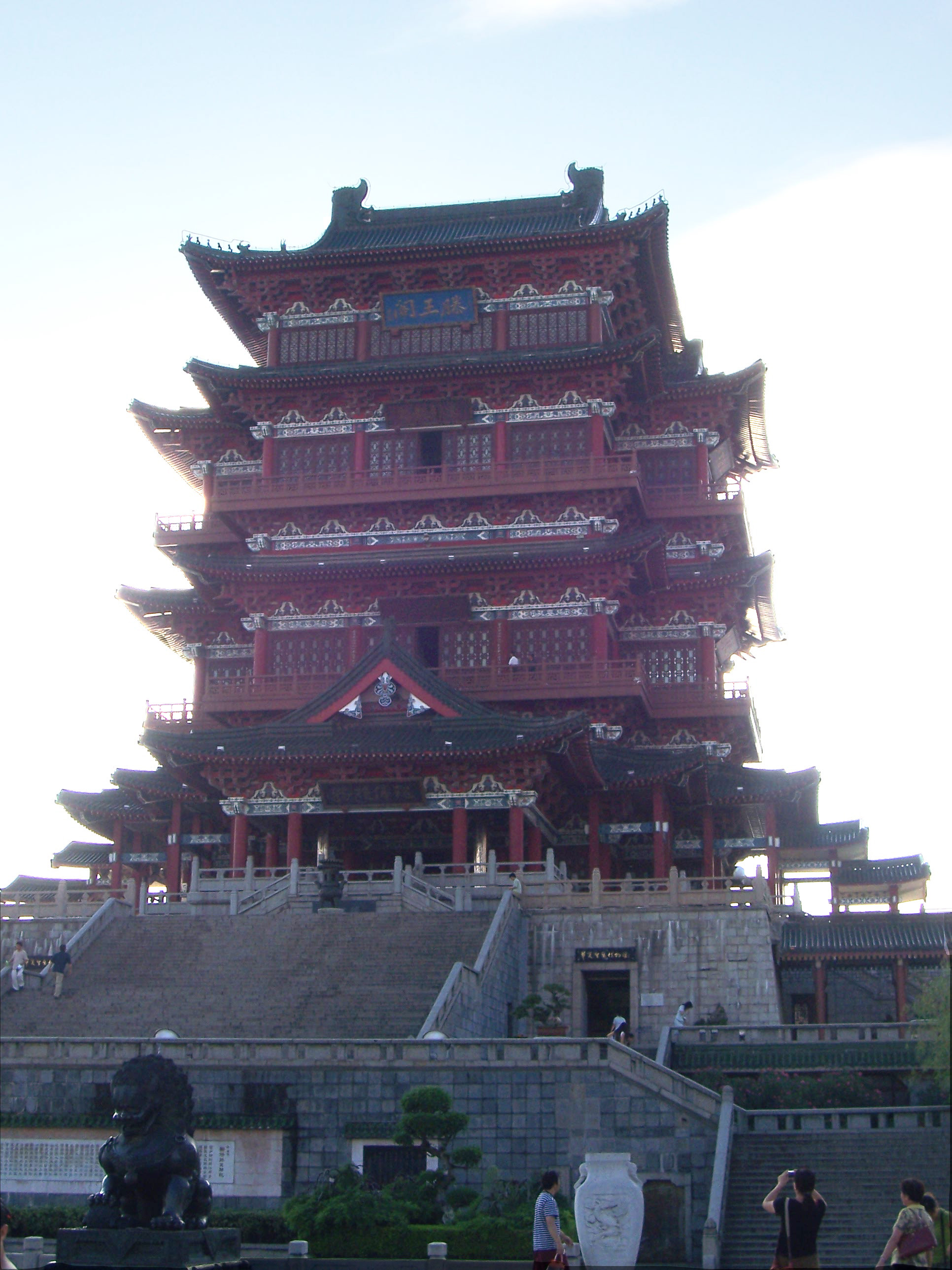
Pavelló Tengwang